# Municipio local de Msukaligwa
El municipio local de Msukaligwa, es un municipio local sudafricano situado en el Distrito Municipal de Gert Sibande, en la provincia de Mpumalanga. Ermelo es la cabecera del municipio.

## Localidades principales
Según el censo de 2001 el municipio está integrado por las siguientes localidades:
| Localidad           | Código | Superficie (km²) | Población | Idiomas principales |
| ------------------- | ------ | ---------------- | --------- | ------------------- |
| Breyten             | 80201  | 2,75             | 4 591     | Zulú                |
| Camden              | 80202  | 4,78             | 752       | Zulú                |
| Davel               | 80203  | 1,61             | 87        | Afrikáans           |
| Ermelo              | 80204  | 25,48            | 11 596    | Afrikáans           |
| Kwachibikhulu       | 80205  | 0,24             | 2 490     | Zulú                |
| KwaDela             | 80206  | 0,49             | 3 548     | Zulú                |
| KwaZanele           | 80207  | 1,90             | 7 493     | Zulú                |
| Lothair             | 80208  | 6,97             | 93        | Zulú                |
| Phumula             | 80210  | 2,56             | 16 295    | Zulú                |
| Selindile           | 80211  | 1,05             | 5 340     | Zulú                |
| Sheepmoor           | 80212  | 1,68             | 1 229     | Zulú                |
| Wesselton           | 80213  | 8,34             | 23 443    | Zulú                |
| Resto del municipio | 80209  | 5 958,56         | 47 832    | Zulú                |